# Ha-Ha Land
Ne doit pas être confondu avec La La Land.
Ha-Ha Land est un épisode de la série télévisée d'animation Les Simpson. Il s'agit du dixième épisode de la vingt-neuvième saison et du 628e épisode de la série. Il est diffusé pour la première fois le 7 janvier 2018 aux États-Unis.

## Synopsis
La famille Simpson est en route pour une conférence scientifique, ce qui ennuie profondément Bart, mais réjouit Lisa, qui semble la seule réellement passionnée par le sujet. Découvrant des stands avec des activités toutes plus passionnantes les unes que les autres, elle vit une journée extraordinaire et se dit qu'elle ne pourrait pas être plus parfaite. C'est alors qu'elle entend un garçon jouer du piano, elle s'approche de lui, se demande d'abord s'il n'est pas un peu arrogant étant sûr de son talent, mais dès qu'il se met à chanter, elle tombe amoureuse de lui. Les deux enfants font rapidement connaissance, elle apprend qu'il s'appelle Brendan (Ed Sheeran), qu'il a 11 ans et qu'il vient de déménager à Springfield. Il se retrouve à la même école élémentaire qu'elle et fait forte impression auprès des autres élèves, surtout les filles,  et particulièrement quand il se sort d'une possible agression par une chanson.
Une personne cependant ne l'apprécie pas : Nelson devient très jaloux de sa relation avec Lisa, et va tout tenter pour séparer les amoureux. Pendant ce temps, Bart, qui a découvert la chimie lors de la conférence, se découvre un intérêt et un talent pour cette science. Il tente des expériences dans sa cabane dans l'arbre, au point d'inquiéter ses parents. Marge est ravie que son fils s'intéresse enfin à une matière et récolte de bonnes notes, mais elle et Homer s'inquiètent que ses expériences puissent déclencher une possible catastrophe...

## Réception
Lors de sa première diffusion l'épisode a attiré 6,95 millions de téléspectateurs.